# Меридиан (улица)
Автодоро́га Меридиа́н — крупная улица Челябинска, расположенная в южной и центральной частях города. Название получила по направлению (с юга на север). Проходит вдоль железной дороги троицкого и уфалейского направлений от Троицкого тракта (трасса М36) до улицы Новомеханической (далее на Свердловский тракт с выходом на подъезд к Екатеринбургу федеральной автодороги М5). Центральная часть Меридиана прерывается улицей Рождественского. Длина южной части — 9,5 км, северной — 5 км. Пересечения с крупными улицами (Дзержинского, Труда, пр. Ленина, пр. Победы) выполнены в виде мостов и развязок.

## Описание
В 2010 на Меридиане проводились дорожные работы. В центральной части, в месте огибания северного окончания железнодорожной станции Челябинск-Главный, построена двухуровневая развязка, которая позволила соединить обе части Меридиана с улицей Рождественского и Копейским шоссе, которая должна была обеспечить непрерывное движение с пропускной способностью 10 тысяч автомобилей в час, но на расчетную пропускную способность так и не вышла из-за старого железнодорожного путепровода (крайний южный из четырёх рядом проходящих над дорогой). Под этими путепроводами существует по 1,5 полосы в каждом направлении, где образуется бутылочное горло, которое и не дает данному узлу выйти на планируемую пропускную способность. Во всех средствах массовой информации периодически муссируется миф о том, что данная развязка полностью обеспечивает все потребности. 8 октября 2010 сдана первая очередь развязки. В северной части Меридиана построен путепровод через железнодорожные пути к улице Новомеханической.
В 2011 году были начаты работы по строительству развязки на пересечении с улицей Труда. Ранее улицы были разведены в разных уровнях без пересечения. В связи с ожидаемым увеличением интенсивности движения по ул. Труда (в перспективе она будет соединена с посёлком Чурилово) возникла необходимость в организации дополнительных съездов на неё с Меридиана. Также была необходима плановая реконструкция автодорожного моста, движение под которым осуществляется в один ряд в каждом направлении. Ожидаемый срок окончания строительства — 2012—2013 годы.

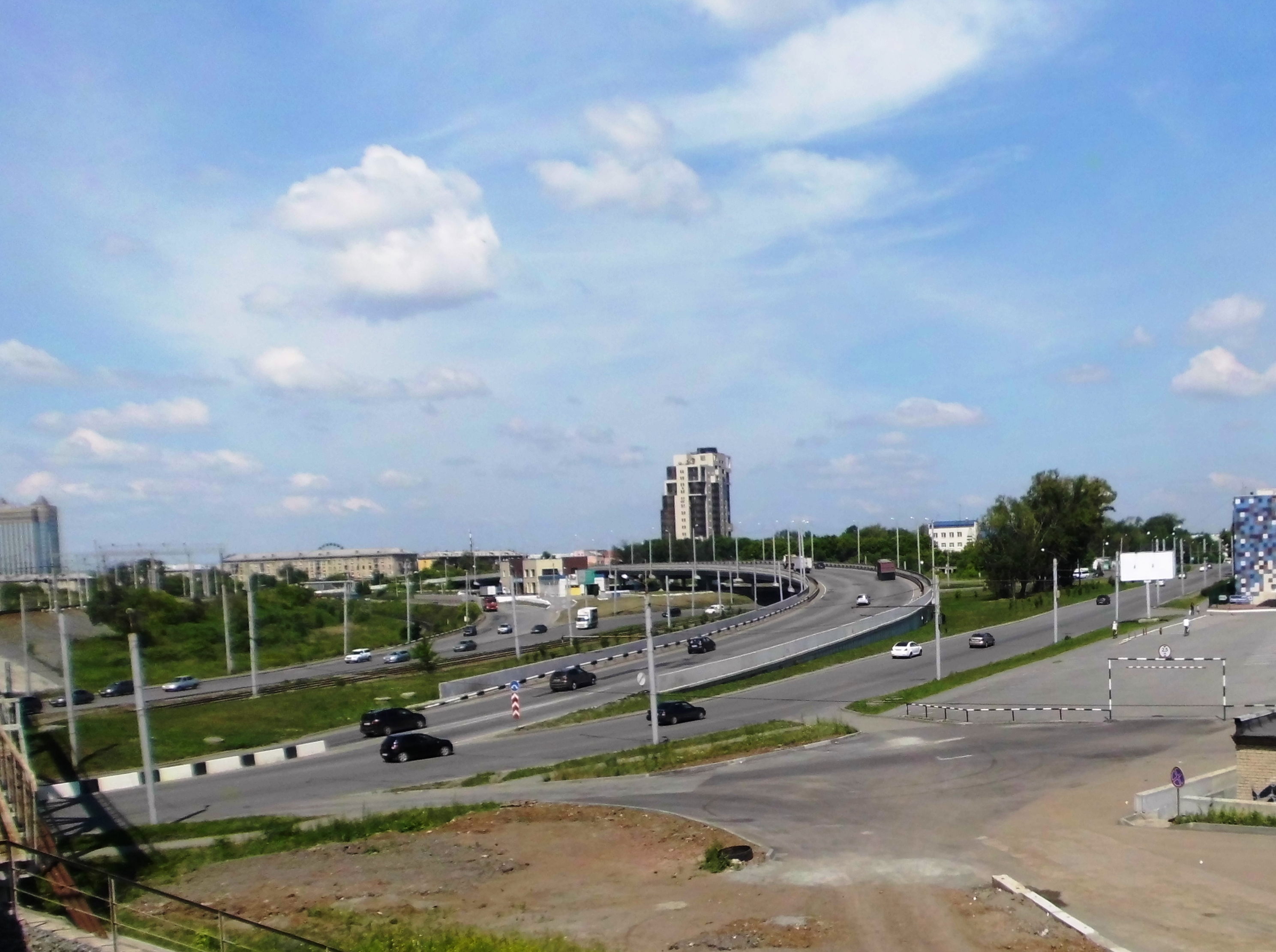
Дорожная развязка северной части Меридиана (слева) и окончания улицы Рождественского (справа)
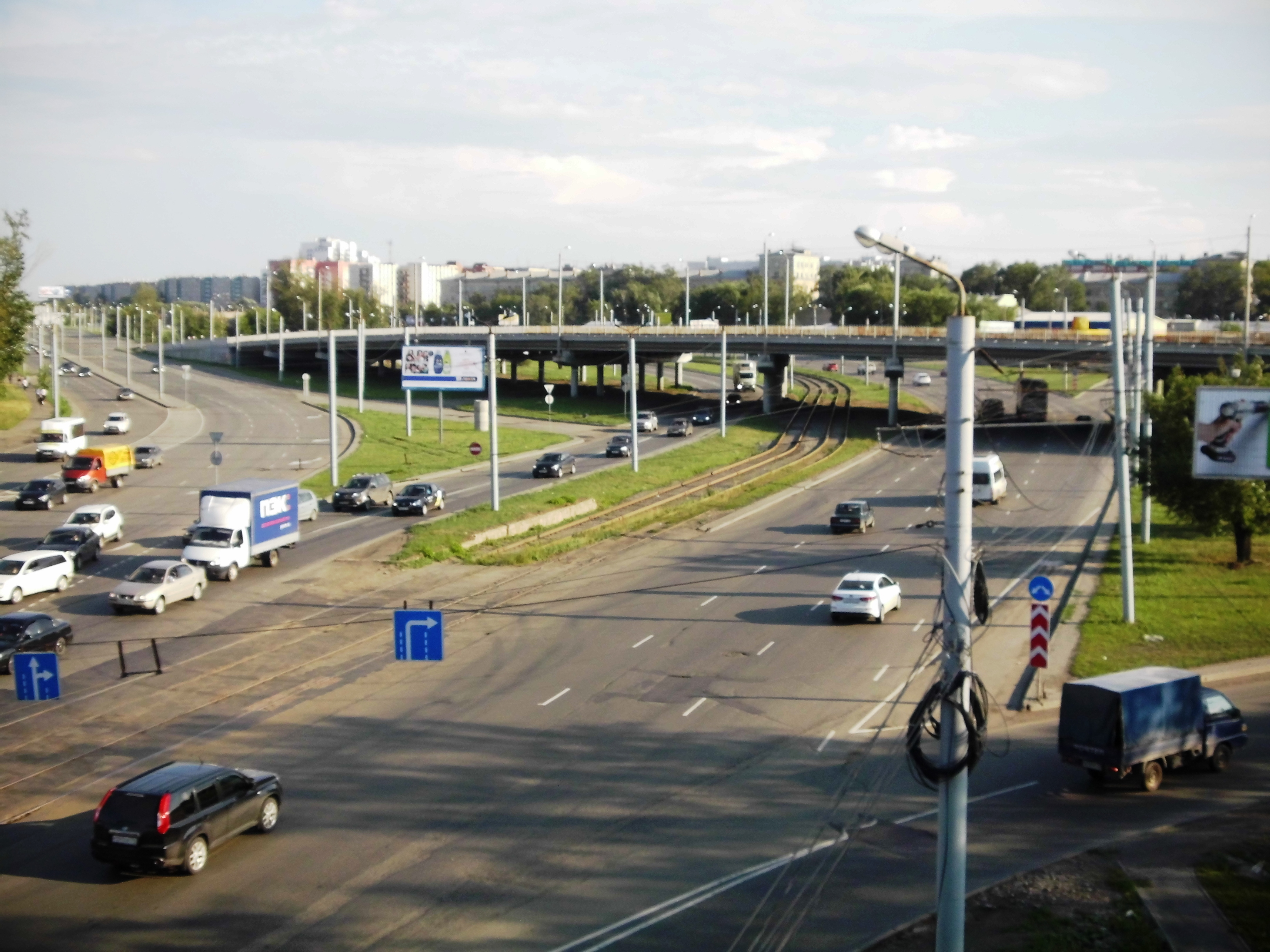
Дорожная развязка южной части Меридиана (справа) и окончания Копейского шоссе (слева)
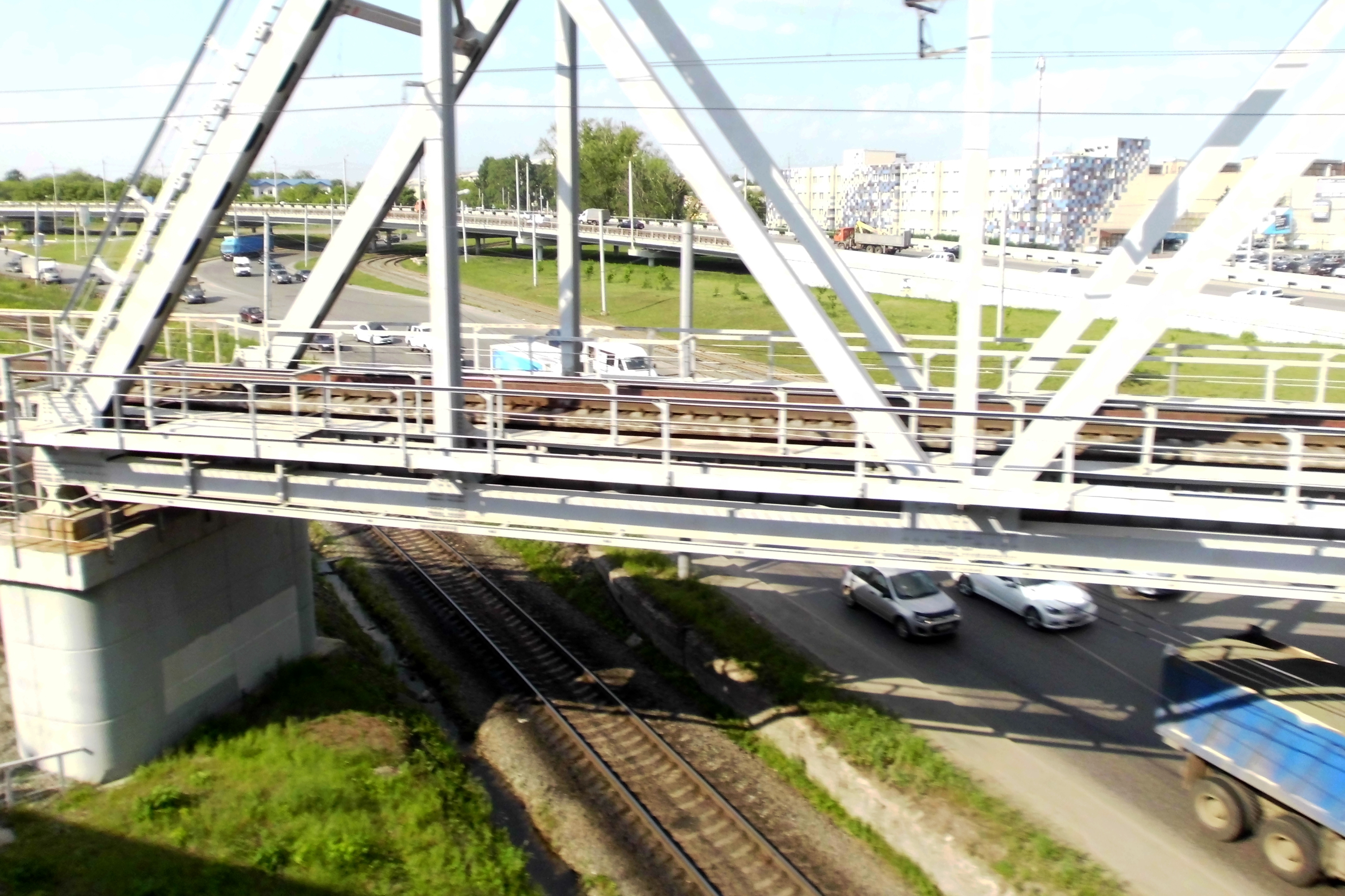
Место соединения северной (на фото слева) и южной частей Меридиана (на фото крайний из четырёх северный новый железнодорожный путепровод над дорогой)